# الخراباه، جیزلن
ال خراباه، جیزلن یک منطقهٔ مسکونی در عربستان سعودی است که در استان جازان واقع شده‌است.